# Il Tempo Vola?
Il Tempo Vola? è stato un programma televisivo italiano, in onda su TV2000.
Nato nel 2012 come appuntamento mattutino che raccontava gli ultimi settant'anni della cronaca e dello spettacolo italiano, nella primavera del 2013 è passato alla fascia pomeridiana presentando gli episodi della serie televisiva Happy Days, cambiando il titolo in Il tempo vola? – Giorni Felici. Dall'autunno dello stesso anno ha preso il via la terza edizione, rinnovando profondamente la propria formula e divenendo il programma della fascia preserale della rete.
Ideato da Silvio Vitelli e Paolo Taggi, è stato condotto in tutte le edizioni dallo stesso Silvio Vitelli.

## La prima edizione
La prima puntata è andata in onda il 10 settembre 2012. Ogni appuntamento raccontava un anno tra il 1940 e il 2000 attraverso un fatto di cronaca, un film e due canzoni. I telespettatori intervenivano telefonicamente per raccontare cosa accadeva nella loro vita nel corso dell'anno oggetto della puntata.

## Il Tempo Vola? – Giorni Felici
L'acquisizione dei diritti della serie televisiva statunitense Happy Days da parte di TV2000 ha fornito l'ispirazione per la seconda edizione de Il Tempo Vola?, che per l'occasione ha preso il sottotitolo Giorni Felici (traduzione letterale di Happy Days). Questa volta il programma si concentra solo sugli anni '50 e '60, gli stessi nei quali era ambientato Happy Days, raccontando le abitudini degli italiani in quel periodo: la moda, le canzoni, l'arredamento, la tecnologia e l'educazione.

## L'approdo al preserale
La stagione 2013-2014 ha visto l'approdo de Il Tempo Vola? nella fascia preserale di TV2000. La durata è stata estesa ad un'ora e ad affiancare il conduttore sono arrivati nuovi personaggi: Eugenia Scotti e Giacomo Cesare Avanzi, che vestivano ad ogni puntata i panni di un personaggio d'altri tempi, mentre Giovanni Masobello era il disc jockey che proponeva indovinelli e rubriche curiose. Un filo diretto con i telespettatori per ricordare gli anni passati attraverso tre telefoni presenti in studio: nero per gli anni '50-'60, bianco per i '70-'80 e rosso per gli anni più recenti. L'ospite della puntata si presentava in studio munito di una valigia di cartone contenente un suo misterioso oggetto personale, che veniva riposto in una “bacheca dei ricordi” suddiviso in 4 settori: lavoro, ferite, sentimenti e svago. Soltanto al termine della puntata l'ospite dichiarava in quale settore aveva nascosto l'oggetto e si procedeva dunque a svelarlo. Infine un percorso in cinque tappe faceva da filo conduttore ai racconti dell'ospite, tra vita privata e carriera professionale.

## Ospiti
- Loretta Goggi
- Sandra Milo
- Edoardo Vianello e Wilma Goich
- Iva Zanicchi
- Dalila Di Lazzaro
- Mariella Nava
- Andrea Roncato
- Marisa Laurito
- Gianfranco D’Angelo
- Massimo Dapporto
- Anna Mazzamauro
- Lara Saint Paul
- Vittorio Sgarbi
- Maria Rosaria Omaggio
- Michele Cucuzza
- Martufello
- Pippo Franco
- Rosanna Vaudetti
- Mita Medici
- Ilaria Moscato
- Luciana Turina
- Elisabetta Viviani
- Pamela Villoresi
- Beatrice Fazi
- Rita Forte
- Nico Fidenco
- Dario Cassini
- Manuela Di Centa
- Don Backy
- Antonio Giuliani
- Pietruccio Montalbetti (Dik Dik)
- Fabrizio Bracconeri